# Anell íntegre
En àlgebra abstracta, un anell íntegre, també anomenat domini íntegre, és un anell no trivial que no té divisors de zero, és a dir, on es compleix que si un producte és zero, per força un dels seus factors ha de ser zero. Els anells íntegres són usats sovint quan es necessita tractar temes de divisibilitat.
Alguns autors com Bourbaki exigeixen també que l'anell sigui unitari i commutatiu (respecte de l'operació producte) per a anomenar-lo íntegre. Aquest punt de vista és raonable tenint en compte les bones propietats dels anells commutatius íntegres, però exclou altres casos.
Una altra definició és: Anell commutatiu K no trivial amb la unitat diferent de 0 i cap divisor de 0, es diu un anell íntegre, anell d'integritat o domini d'integritat.

## Exemples
- El prototipus d'anell íntegre és l'anell dels nombres enters ℤ.
- Tot cos és un anell íntegre (no necessàriament commutatiu). De fet tot subanell d'un cos commutatiu és íntegre.
- L'anell de residus sobre els enters mòdul sis ℤ/6ℤ no és íntegre perquè {\displaystyle {\bar {3}}\cdot {\bar {2}}={\bar {6}}={\bar {0}}}. De fet, l'anell ℤ/nℤ només és íntegre quan és un cos, és a dir, quan n és un nombre primer.
- Tot anell de factorització única és íntegre. Tot anell principal és de factorització única i en particular íntegre. Tot anell euclidià és principal i en particular íntegre.
- Sigui A un anell íntegre, el seu anell de polinomis en n indeterminades A[T1, ...,Tn] és també íntegre.
- Sigui A un anell commutatiu i sigui I un ideal propi d'aquest anell, I és un ideal primer si i només si l'anell quocient A/I és íntegre.
- Els enters p-àdics.
- Si n > 1, l'anell de les matrius n×n a coeficients en qualsevol anell no trivial és un clar exemple d'anell que no és íntegre.

## Propietats dels anells commutatius íntegres
- Pel procés de simetrització i localització, tot anell commutatiu íntegre pot ser immergit en un cos, que s'anomena el seu cos de fraccions.
- Tot anell íntegre finit és un cos.
- La característica d'un anell íntegre és un nombre primer o zero.